# The Tuxedo Begins
"The Tuxedo Begins" é o oitavo episódio da sexta temporada da série de televisão de comédia de situação norte-americana 30 Rock, e o 111.° da série em geral. Teve o seu argumento co-escrito pela dupla Josh Siegal e Dylan Morgan, e foi realizado pelo produtor executivo John Riggi. A sua transmissão original ocorreu nos Estados Unidos na noite de 16 de Fevereiro de 2012 nos Estados Unidos através da rede de televisão National Broadcasting Company (NBC). Dentre os artistas convidados, estão inclusos Steve Buscemi, Will Forte, Hannibal Buress, Andre Ward, e Eric Ruffin.
No episódio, zangado com a Cidade de Nova Iorque após ser assaltado em um beco, o executivo Jack Donaghy (interpretado por Alec Baldwin) decide proteger a segurança da elite da cidade anunciando que vai concorrer às eleições para ser o presidente da câmara municipal. Por outro lado, Liz Lemon (Liz Lemon) revela que irá sacrificar o bem da cidade para servir os seus próprios interesses pessoais. Entretanto, Jenna Maroney (Jane Krakowski) e Paul L'astname (Will Forte) ficam entusiasmados pela "perversão" de se comportarem como um casal normal.
Em geral, "The Tuxedo Begins" foi recebido com opiniões positivas pela crítica especialista em televisão do horário nobre, que considerou-o um retorno ao padrão coómico estabelecido pela série ao longo dos anos. De acordo com os dados publicados pelo sistema de registo de audiências Nielsen Ratings, foi assistido por 3,59 milhões de telespectadores ao longo da sua transmissão original norte-americana, e foi-lhe atribuída a classificação de 1,5 e quatro no perfil demográfico dos telespectadores entre os dezoito aos 49 anos de idade.
Na 64.ª cerimónia anual dos prémios Emmy do horário nobre, Fey recebeu a sua sexta nomeação consecutiva na categoria "Melhor Actriz em Série de Comédia", enquanto na cerimónia dos prémios Emmy de artes criativas, o editor Ken Eluto e o musicista Jeff Richmond receberam a sua quarta e segunda nomeação nas categorias "Melhor Edição de Imagem Para Série de Comédia de Câmara Única" e "Melhor Composição de Música para Série (Banda Sonora Dramática Original)", respectivamente.

### Análises da crítica

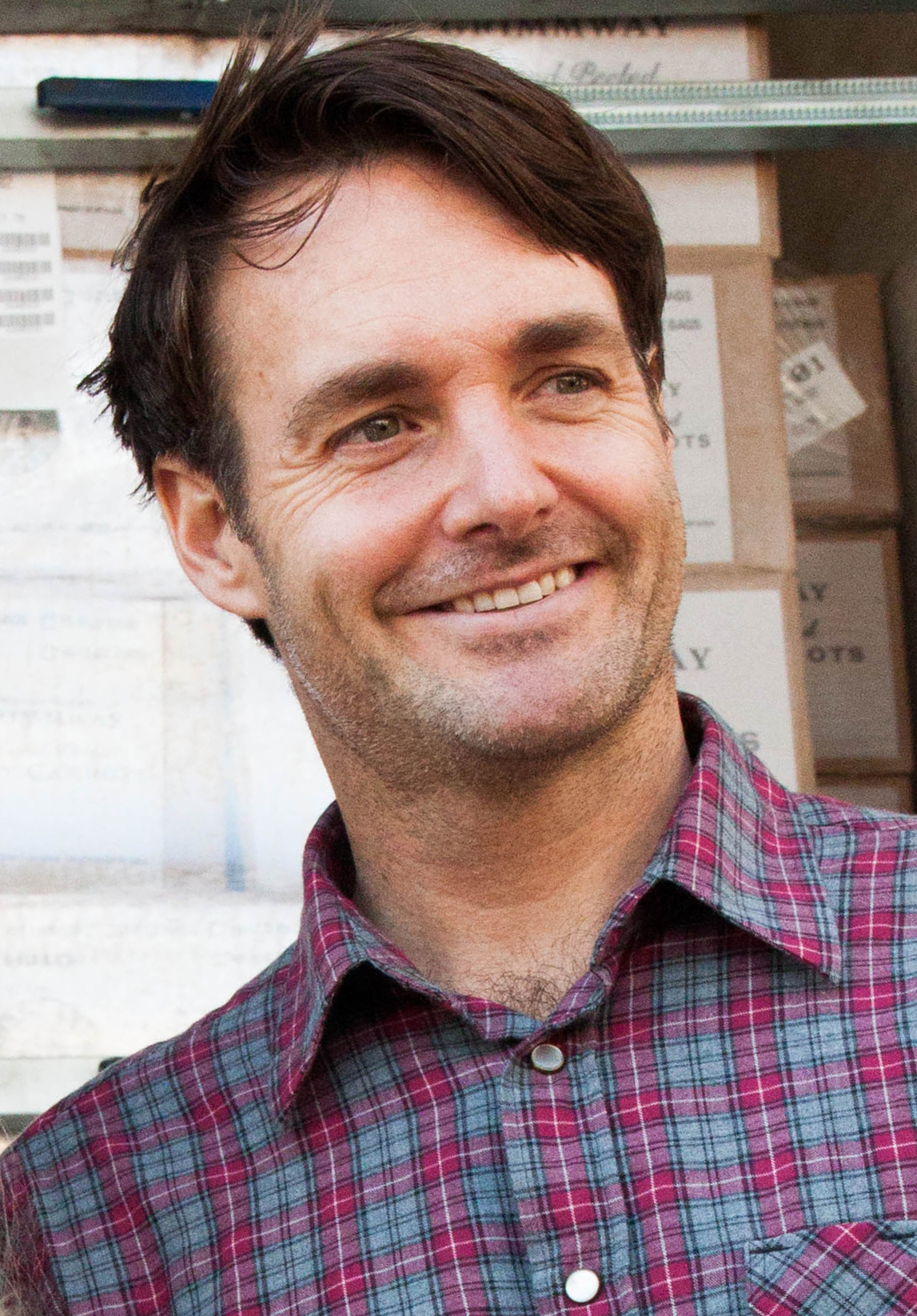
Embora a sua trama tenha dividido os críticos, a participação de Will Forte foi bem recebida.

## Produção

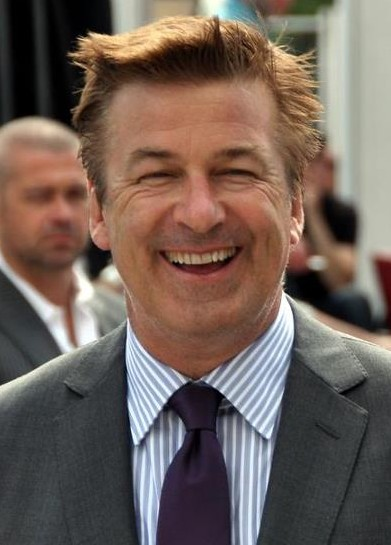
"The Tuxedo Begins" fez alusão à vida real de Alec Baldwin.

"The Tuxedo Begins" é o oitavo episódio da sexta temporada de 30 Rock. Teve o seu enredo co-escrito pelos produtores supervisores Josh Siegal e Dylan Morgan, e foi realizado por John Riggi, que é também argumentista e produtor executivo do seriado. Para Siegal e Morgan, este foi o seu quinto trabalho como argumentistas na série, com "Plan B", da quinta temporada, sendo o seu trabalho anterior. Por outro lado, para Riggi, este foi o seu décimo crédito de realizador, com "Dance Like Nobody's Watching" sendo o seu mais recente até então. O enredo de "The Tuxedo Begins" fez alusão ao desejo de Alec Baldwin de concorrer para presidente da câmara municipal da Cidade de Nova Iorque em 2011.
Will Forte, actor e comediante que já integrou o elenco do programa de televisão humorístico Saturday Night Live, fez uma participação em "The Tuxedo Begins" como a personagem Paul L'astname, namorado de Jenna Maroney. Assim, fez a sua oitava participação no seriado e a sua sétima como esta personagem. Vários outros membros do elenco do SNL já fizeram uma participação em 30 Rock, incluindo Rachel Dratch, Jason Sudeikis, Molly Shannon, Siobhan Fallon Hogan, Andy Samberg, Chris Parnell, Fred Armisen, Kristen Wiig, Horatio Sanz, e Jan Hooks. Ambos Tina Fey e Tracy Morgan fizeram parte do elenco principal do SNL, com Fey sendo a argumentista-chefe do programa entre 1999 e 2006. O actor Alec Baldwin também apresentou o Saturday Night Live por dezassete vezes, o maior número de episódios por qualquer personalidade.
"The Tuxedo Begins" marcou ainda a sétima participação do comediante Hannibal Buress em 30 Rock, sendo "100" a sua aparição anterior, a interpretar um homem sem-abrigo homónimo que aparece em cena em momentos incovenientes às personagens principais. Além de actor, Buress trabalhou também como argumentista para o seriado ao longo das quinta e sexta temporadas, porém, despediu-se após apenas seis meses de trabalho. Embora os seus nomes tenham sidos listados ao longo da sequência de créditos finais, os actores Judah Friedlander e Keith Powell — intérpretes das personagens Frank Rossitano e James "Toofer" Spurlock em 30 Rock, respectivamente — não participaram do episódio.

## Enredo
À caminho do trabalho, Liz Lemon (Tina Fey) acaba por se atrasar devido à sua interpretação do incumprimento de normas básicas de convivência por parte dos outros usuários do metropolitano, como um transeunte espirrou nela, relembrando-lhe que ela poderá a vir a ser a única pessoa na Cidade de Nova Iorque que ainda segue regras sociais básicas. Enquanto reclama ao amigo Jack Donaghy (Alec Baldwin) sobre isto em uma chamada telefónica, este é assaltado em um túnel de construção com uma faca apontada à si e, como resultado, o seu telemóvel é levado, assim como os seus botões de punho, forçando-o a usar um par sobressalente ainda mais formal. Consequentemente, Jack, acreditando ter sido vítima de uma suposta guerra das classes sociais, pois foi assaltado por um homem branco de meia-idade que vestia uma camisa com botões, decide esconder-se dos perigos da cidade no seu escritório durante dias e, eventualmente, conversa com Liz e Tracy Jordan (Tracy Morgan) sobre o sucedido.
Entretanto, nos estúdios do TGS, o produtor Pete Hornberger (Scott Adsit) precisa que a estrela Jenna Maroney (Jane Krakowski) personifique uma mulher idosa para a metade "antes" de uma esquete, ao que ela prontamente recusa pois apenas limita-se a interpretar louras, ruivas não-irlandesas, e robôs sexuais carecas. Então, Liz voluntaria-se. Mais tarde naquela noite, ainda com aquela vestimenta, Liz acaba por ir ao metropolitano apenas para ver que não há lugares vagos. Decidindo tirar proveito da indumentária, ela sussura que está gravida de um gato à um homem sentado, que se levanta e cede-lhe o lugar. Liz, que neste momento já havia contraído uma constipação, fica espantada pelas pessoas, sob receio de ela estar mentalmente doente e pela possibilidade de progagar doenças infecciosas, a lhe cederem o lugar. Tentando combater o colapso da sociedade nova-iorquina, ela conclui que, na verdade, a sociedade nova-iorquina recompensa os quebra-regras e anti-sociais, o que a faz escalar a sua personificação de uma mulher idosa insana para que tenha mais espaço pessoal durante as tarefas diárias.
A situação de Jack, por sua vez, agrava-se ainda mais quando ele decide convocar os mais abastados da cidade para uma reunião na qual encontrem vias de se protegerem das classes sociais baixas e, aparentemente, mais zangadas. Ele é amigo do comissário Kelly porque têm colunas concorrentes na revista Irish Arguments Weekly. Porém, não consegue estabelecer contacto com este, então chama o investigador privado Lenny Wosniak (Steve Buscemi) e pede ajuda sobre como conseguir colocar um agente policial em todos os cantos da cidade. No entanto, este também não tem como o ajudar pois não é rico. Após mais uma tentativa mal-sucedida, Jack apercebe-se que o melhor que pode fazer é concorrer para presidente da camâra municipal da Cidade de Nova Iorque para que possa trazer de volta a glória da cidade.
Não obstante, após retornar de um cruseiro drag, Paul L'astnamé (Will Forte) chega à casa e encontra a sua namorada Jenna em um vestido noturno comestível. Porém, exausto ele adormece durante a realização da aventura sexual daquela noite, fazendo com que ela também adormecesse. Inicialmente, eles decidem explorar esta nova maneira de vida com mente aberta, porém, após Pete fazer Jenna ver que, na verdade, é assim que a maioria dos casais vive, Jenna e Paul param de observar esta nova atitude como um fetiche e sim como ambos a acostumarem-se um ao outro e, como resultado, decidem fazer uma exploração sexual individual por três meses para que possam decidir se realmente estarão ou não prontos para assentar.
Finalmente, enquanto dirigia-se à um cinema para comer brócolos à vapor, Liz apercebe-se que não tem dinheiro. Por outro lado, com a ajuda de Tracy, Jack acaba por sair à rua e confronta a sua agorafobia ao passar pelo local onde foi assaltado. Subitamente, Liz, com as vestimentas de mulher idosa, aproxima-se dele para pedir dinheiro e, surpreendido, este atira-a à um monte de sacos de lixo. Quando a população nas redondezas reage positivamente à este acto heróico, ambos Jack e Liz apercebem-se que, no fim do dia, os nova-iorquinos apoiam os que estabelecem a ordem.

## Referências culturais

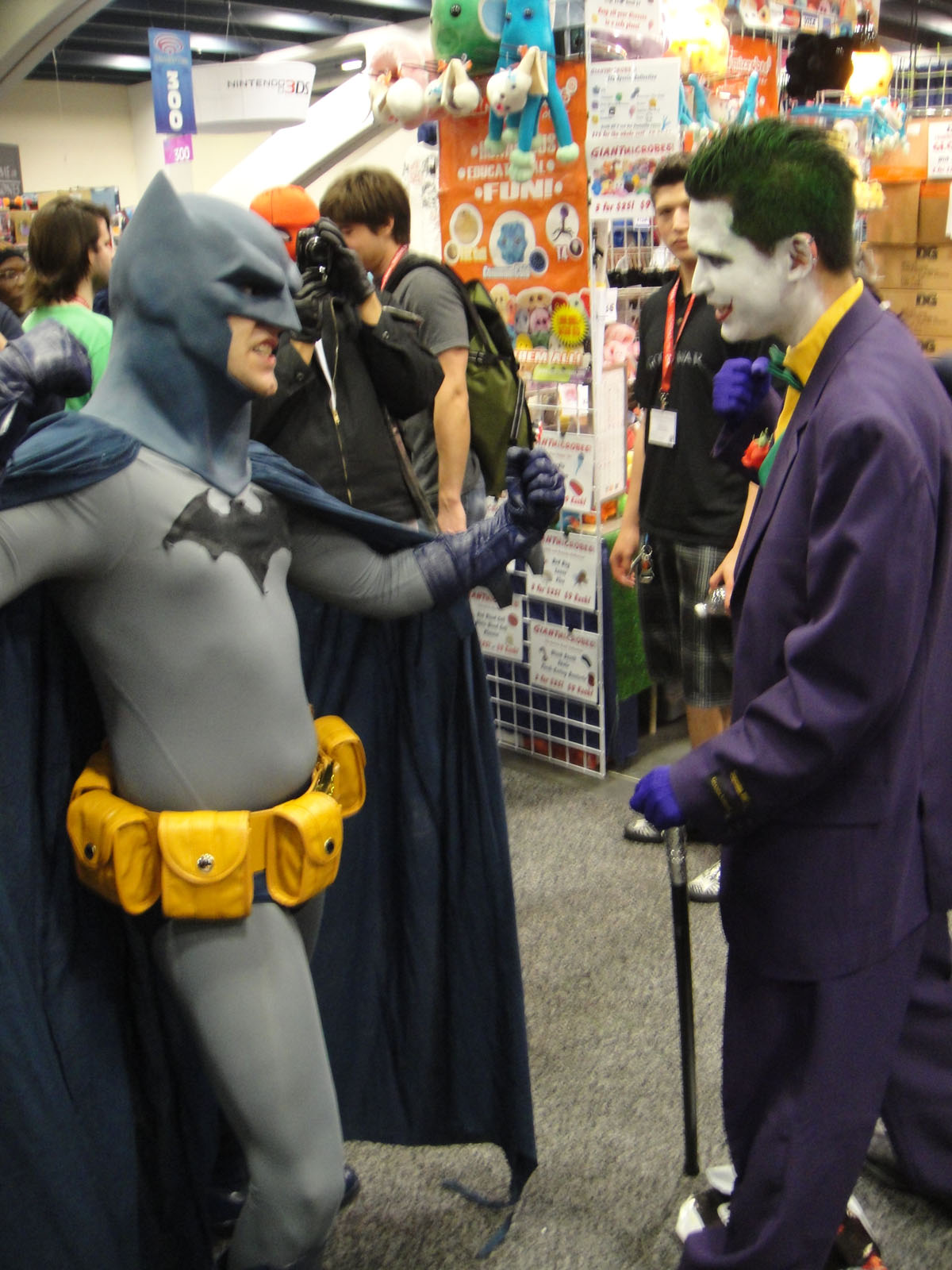
A relação entre Batman (esquerda) e Joker (direita) foi parodiada em "The Tuxedo Begins".

## Transmissão e repercussão

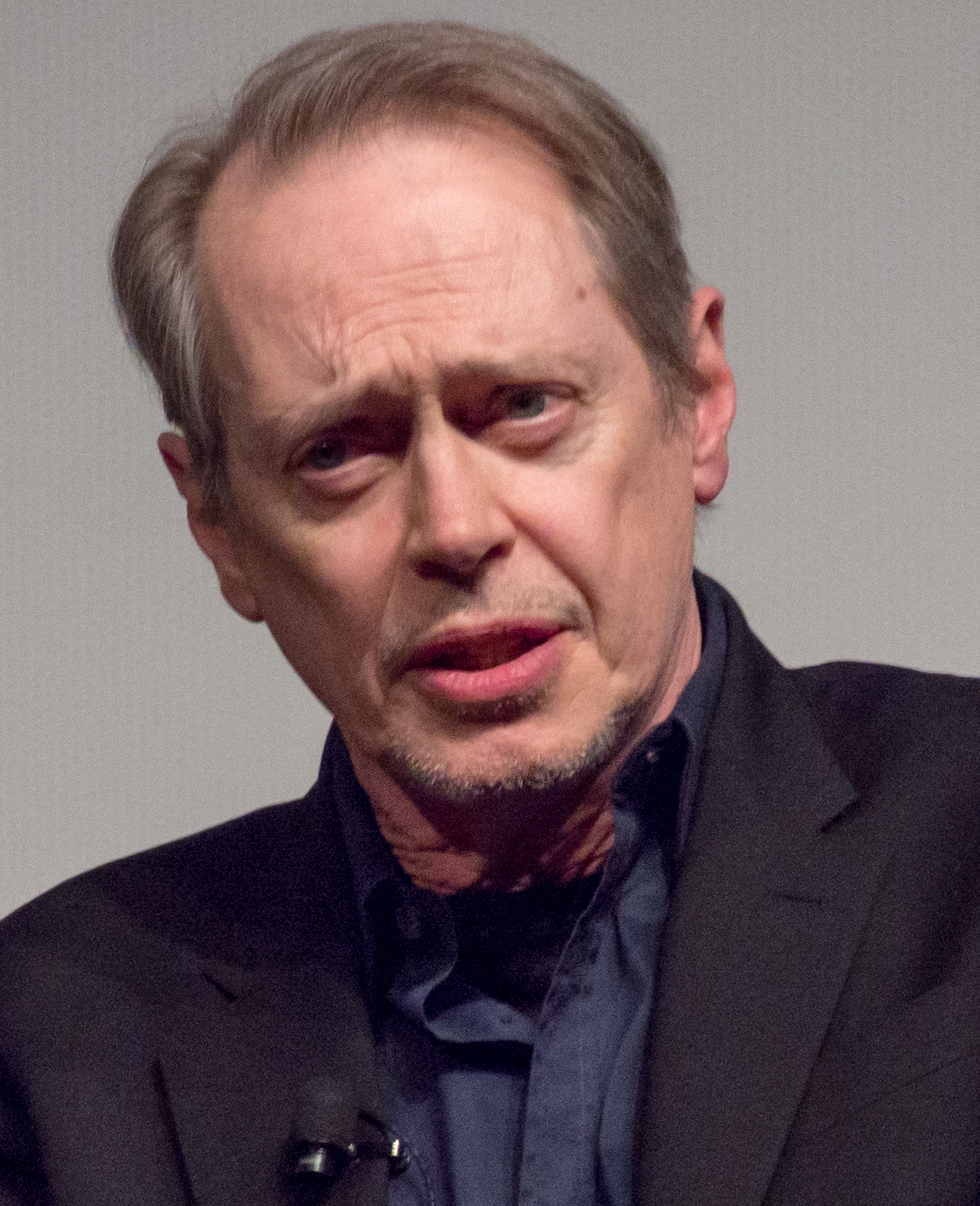
O desempenho do actor convidado Steve Buscemi foi considerado "icónico".